# Karuna
Karuna (Karuṇā w języku pali i sanskrycie, a w tyb. snying-rje) – jest buddyjską oraz dźinijską koncepcją miłości. Pojęcie to tłumaczone jest również jako serdeczne współczucie. Jest kluczowym aspektem w buddyjskiej szkole mahajany.
Czasem bywa nazywane (w pali i sanskrycie) mahakarunā dla oznaczenia wielkiego współczucia lub nieograniczonego współczucia – Karuny doprowadzonej do doskonałości.
W emocjonalnym rozumieniu ma znaczenie empatycznej dobroci okazywanej cierpiącym. W rozumieniu funkcjonalnym jest szlachetną aktywnością, jedną z dziesięciu paramit pochodzących z buddyjskiej szkoły therawady. Na duchowym poziomie jest konsekwencją i uzupełnieniem szlachetnego stanu umysłu określanego jako kochająca życzliwość.
Karuna jest drugą z Czterech Niezmierzoności i niezbędnym komponentem w praktyce wzbudzania oświeconej postawy.

## Współczucie jako aktywność
Współczucie w buddyzmie jest bardziej aktywnością niż emocją czy uczuciem. Nie jest to współcierpienie, ale bardziej współprzekraczanie cierpienia. Współczucie zgodnie z buddyjskim poglądem nie jest wyłącznie litowaniem się nad kimś czy obwinianiem się. Jeśli mamy do czynienia z brakiem działania lub bezradnością, to niezależnie od doświadczanych uczuć i myśli pełne współczucie w buddyjskim ujęciu nie ma miejsca. Jednak jeśli razem z poczuciem więzi i chęcią ulepszenia sytuacji współwystępuje działanie to aktywność taka jest przejawem współczucia, jest współczuciem. Wyjątkiem mogą z punktu widzenia zewnętrznego obserwatora wydawać się praktyki medytacyjne, w których mamy do czynienia ze świadomą aktywnością skierowaną do wewnątrz. Oznacza to, że nawet jeżeli na poziomie zewnętrznym praktykujący nie jest w stanie komuś dopomóc, to zawsze istnieje możliwość użycia kontaktu z cierpieniem i przy pomocy metod dostępnych w medytacji ulepszyć siebie, a w konsekwencji ulepszyć otoczenie zawierające praktykującego. W ten sposób również można pomagać czującym istotom, nawet jeśli pomoc bezpośrednia nie jest osiągalna i możliwa. Wynika to z faktu, że każde działanie wykonywane przez kogoś, nawet jeśli jest to obserwacja, wpływa na wszystkie istoty znajdujące się w lokalnym zasięgu tej osoby. W ten sposób każde działanie rozprzestrzenia się na wszystkie istoty odczuwające, więc każda intencja to działanie wywołująca jest ważna i nieskończona w swoim zasięgu – oczywiście przy założeniu nieskończonej ilości czasu potrzebnego na osiągnięcie wszystkich miejsc.

## Współczucie i mądrość
Współczucie jest nierozłącznym dopełnieniem intuicyjnej mądrości – Pradżni. Mówi się, że Karuna jest współczuciem uzupełnionym przez mądrość, a Pradżnia jest mądrością uzupełnioną współczuciem. Nie istnieje głęboka mądrość bez współczucia, ani głębokie współczucie bez mądrości. Mądrość bez współczucia jest biernym i chłodnym stanem nie przynoszącym pożytku, a współczucie bez mądrości oznacza brak zrozumienia przyczyn obecnego w świecie i w nas cierpienia. Dla przykładu nie jest możliwe posiadanie głębokiego wglądu w to, że wszystkie istoty mają tę samą naturę i są połączone szeregiem przyczyn i skutków, a jednocześnie żywić awersję do kogokolwiek. Podobnie trudna jest sytuacja, w której ktoś solidaryzuje się z cierpieniem innych, lecz nie ma żadnego pomysłu na to, jak mądrze zadziałać. Nauczyciele buddyjscy zalecają więc rozwijanie mądrości i współczucia jednocześnie, nie tylko dlatego, że nie jest możliwa pełna realizacja jednego bez drugiego, lecz także po to, aby uniknąć niepowodzeń wynikających z ewentualnego dysonansu.
Więcej o mądrości i współczuciu w buddyzmie można przeczytać używając poniższych odnośników:
- Maha Gosananda – Równowaga między mądrością a współczuciem. samadi.republika.pl. [zarchiwizowane z tego adresu (2007-01-06)].
- Roshi Jakusho Kwong – Nie wysiadaj z pociągu

## Współczucie w buddyzmie tantrycznym
W buddyzmie wadżrajana istnieje wiele metod rozwijających współczucie. Najczęstszymi są praktyki związane z formami bodhisattwy Kochające Oczy, praktyka dawania i brania, praktyka pracy ze wskazaniami.

## Medytacja Karuna: praktyka współczucia
Praktyka karuna bhāvanā (wzbudzanie karuna) jest popularną formą medytacji w buddyzmie, praktykowaną ze świadomym oddychaniem, która polega na koncentracji ukierunkowanej na rozwijanie współczucia.
Obiektem medytacji karuna jest praktyka serdecznego współczucia (współczucia empatycznego, współ-odczuwania cierpienia w jedności z innymi przy mocnym życzeniu by cierpienie zniknęło) wobec wszystkich czujących istot. Praktykę zazwyczaj rozpoczyna się od kultywowania współczucia w stosunku do siebie samego (choć nie jest to w szczególny sposób wskazywane przez Buddę w sutrach), następnie pole skupienia rozciąga się na osoby bliskie sercu, przyjaciół, nauczycieli, znajomych i obcych ludzi, a w końcu na wrogów i nieprzyjaciół. Praktyka ta jest dobrym sposobem na wyciszenie rozproszonego emocjami umysłu, ponieważ jest lekarstwem na wstręt i złość, oraz wynikające z nich agresywne działania. Praktykujący pracując z serdecznym współczuciem wzbudza w sobie intencję nie wyrządzania krzywdy. Odczuwa także coraz mniejszą potrzebę unikania kontaktu z cudzym i własnym cierpieniem. Celem wzbudzania tego specyficznego stanu emocjonalnego jest uzyskanie doświadczenia nierozdzielności siebie i innych, solidarności z innymi, poprzez poczucie, że każdy tak samo pragnie uniknąć cierpienia. Nie jest koniecznie potrzebnym stawianie się w pozycji „ratownika”, nie jest niezbędnym mieć „mniej cierpienia” od tych, którym dobrze się życzy. Jeśli praktykujący ma z tym problem, to po prostu powinien więcej energii poświęcić na rozwinięcie aktywnego współczucia w stosunku do samego siebie.
Karuna wyraża współczucie, jak również „mocne życzenie wyzwolenia innych od ich cierpień”. Wykonując praktykę Karuny medytujący recytuje określone słowa i zdania celem wzbudzenia w swym sercu miłosierdzia, swoistej postawy chęci i gotowości niesienia pomocy przy kontakcie z cierpieniem. Siła tego doznania nie zależy i nie jest ograniczona przynależnością do konkretnej rodziny, religii, lub klasy społecznej. Medytujący może pomóc sobie w tym procesie przywołując bliskie osoby i ich problemy, sytuacje i stany przez które sam przechodził i/lub w których uczestniczył. Jeśli wystąpi poczucie winy to praktykujący powinien pozwolić mu się pojawić i zaniknąć, ustąpić miejsca serdecznemu współczuciu. Pomocne może być w tym spostrzeżenie, że dobra motywacja i dobre życzenia są o wiele bardziej praktyczne, niż utrzymywanie poczucia wyrządzonej komuś krzywdy, ponieważ dobre życzenia są podstawą dla dobrego działania.

### Sześć stopni
Pełne instrukcje dla teorii i praktyki karuna bhāvanā są dostępne w skryptach buddyjskich Visuddhimagga („Ścieżka do czystości”).
Sześć stopni medytacji karuna bhāvanā, które są najczęściej dostępne i stosowane dotyczy kultywowania współczucia w stosunku do:
1. siebie samego
2. dobrego przyjaciela
3. osoby ‘neutralnej’
4. trudnej osoby
5. wszystkich czterech powyższych
6. a następnie stopniowo całego wszechświata

W przypadku punktu 2. należy unikać wybierania kogoś, kto jest dla nas seksualnie atrakcyjny, lub kogoś znacznie młodszego bądź starszego od siebie, a także osób martwych. W przypadku punktu 3. należy wybrać kogoś, z kim mamy styczność niemalże codziennie, lecz kto nie wzbudza w nas silnych pozytywnych lub negatywnych emocji. W przypadku punktu 4. tradycyjnie wybiera się „wroga”, lecz unikając osoby, która właśnie zrujnowała życie praktykującego, chyba że jest się doskonale ugruntowanym w praktyce uważności. W przypadku punktu 5. należy traktować wszystkich na równi, jako w tym samym stopniu zasługujących na współczucie.

## Intencja niekrzywdzenia
Intencja nie wyrządzania krzywdy jest to myśl kierowana przez współczucie (Karuna), powstająca jako przeciwieństwo myśli okrutnych, agresywnych i pełnych przemocy. Współczucie stanowi dopełnienie miłującej dobroci. Miłującą dobroć charakteryzuje życzenie innym szczęścia i dostatku, współczucie zaś charakteryzuje się życzeniem, aby inni byli wolni od cierpienia; życzenie to powinno zostać rozszerzone na wszystkie żyjące istoty, bez żadnych ograniczeń. Podobnie jak Metta, współczucie powstaje dzięki wejściu w subiektywność innych, dzieleniu z innymi istotami ich świata wewnętrznego w głęboki i całkowity sposób. Współczucie rodzi się dzięki rozważaniu, że podobnie jak my, wszystkie istoty chcą być wolne od cierpienia, ale niezależnie od swych życzeń, wciąż doświadczają bólu, lęku, żalu i innych form dukkha.
Bhikku Bodhi, Szlachetna Ośmioraka Ścieżka – Droga ku zakończeniu cierpienia